# Michael Cooper Jr.
Michael Cooper Jr., född i Dallas, Texas, är en amerikansk skådespelare.
Michael Cooper Jr. har medverkat i skräckfilmen The Inhabitant där han spelade karaktären Carl. Det stora genombrottet kom med TV-series Forever där han spelade Justin Edwards, en av huvudrollerna.

## Filmografi (urval)
- 2022 – The Inhabitant
- 2025 – Forever (TV-serie)